# Sterijino
Sterijino (cyr. Стеријино) – wieś w Serbii, w Wojwodinie, w okręgu północnobanackim, w gminie Ada. W 2011 roku liczyła 186 mieszkańców.